# 마리 피르스
마리 피르스(Mary Pierce, 1975년 1년 15일 ~ )은 프랑스의 테니스 선수이다. 그녀는 프랑스, 캐나다, 미국의 시민권을 모두 갖고 있으며, 단체전 및 올림픽에서는 프랑스 대표로 출전한다.
피르스는 4개의 그랜드 슬램 타이틀을 갖고 있다.(단식 2, 복식 2) 그랜드 슬램 단식 결승에는 총 6번 진출했는데, 가장 최근의 기록은 2005년에 프랑스 오픈과 US 오픈에서 결승에 진출한 것이다. 그녀는 1995년 호주 오픈 단식과 2000년 프랑스 오픈 단식에서 우승했으며, 2005년 윔블던 혼합 복식에서도 우승했다. 그외에도 그녀는 그랜드 슬램 복식 결승에 세 번 진출했다. 그녀는 18개의 WTA 투어 단식 타이틀과 10개의 WTA 투어 복식 타이틀을 보유하고 있으며, 그중 티어 I 대회에 속하는 타이틀은 5개이다. 그녀는 연말 WTA 투어 챔피언십 결승에도 두 번 진출했으며, 가장 최근 진출 기록은 2005년 결승이다.